# کیپفنبرگ
کیپفنبرگ (به آلمانی: Kipfenberg) یک شهر در آلمان است که در آیشتت واقع شده‌است.

## خصوصیات
کیپفنبرگ ۸۱٫۴۳ کیلومترمربع مساحت دارد ۳۷۸ متر بالاتر از سطح دریا واقع شده‌است.